# Stadsomroep Venlo
Stadsomroep Venlo was de lokale omroep van de gemeente Venlo van 1984 tot en met 2000.

## Historie
“De Stadsomroep” zoals men in Venlo zegt werd opgericht in 1982 door Karel Leenders en Wim Verbeek. Na twee jaar voorbereidingen was het bezoek van Koningin Beatrix aan de stad Venlo, op 24 augustus 1984, de aanleiding voor de eerste uitzending van de omroep. De omroep begon met televisie-uitzendingen. Er werd één keer per kwartaal een uitzending gemaakt. Later werd deze frequentie verhoogd naar één keer per maand en vanaf januari 1988 maakt men een dagelijkse uitzending.
De radiotak begon met uitzendingen maken in 1987. De omroep had ook als een van de eerste omroepen een “beeldkrant” (tekst-tv).

## Lokale Omroep van het jaar
In 1998 werd de Stadsomroep, tijdens de uitreiking van de OLON-awards, uitgeroepen tot lokale omroep van het jaar. De prijs werd in ontvangst genomen door Bas van der Zwaan en Gerard Pansier.

## Fusie
In het begin van de jaren 90 van de vorige eeuw fuseerde Stadsomroep Venlo en ZiekenOmroep Venlo tot het nieuwe omroep. Het bleef niet alleen bij die fusie. Stadsomroep Venlo en de SLOT werkten samen vanwege een komende fusie tussen de gemeenten Venlo en Tegelen. De omroepen hadden 1 etherfrequentie op de radio waarop beide omroepen hun programma's uitzonden. Uiteindelijk fuseerden, in 2001, de SLOT en Stadsomroep Venlo tot Omroep Venlo.
Verdeling etherzendtijd
| Dag       | Omroep                                  |
| --------- | --------------------------------------- |
| Maandag   | tot 18.00 Stadsomroep, vanaf 18.00 SLOT |
| Dinsdag   | tot 18.00 Stadsomroep, vanaf 18.00 SLOT |
| Woensdag  | Stadsomroep                             |
| Donderdag | Stadsomroep                             |
| Vrijdag   | Stadsomroep                             |
| Zaterdag  | Stadsomroep, soms SLOT                  |
| Zondag    | SLOT                                    |